# Schloss Libermé

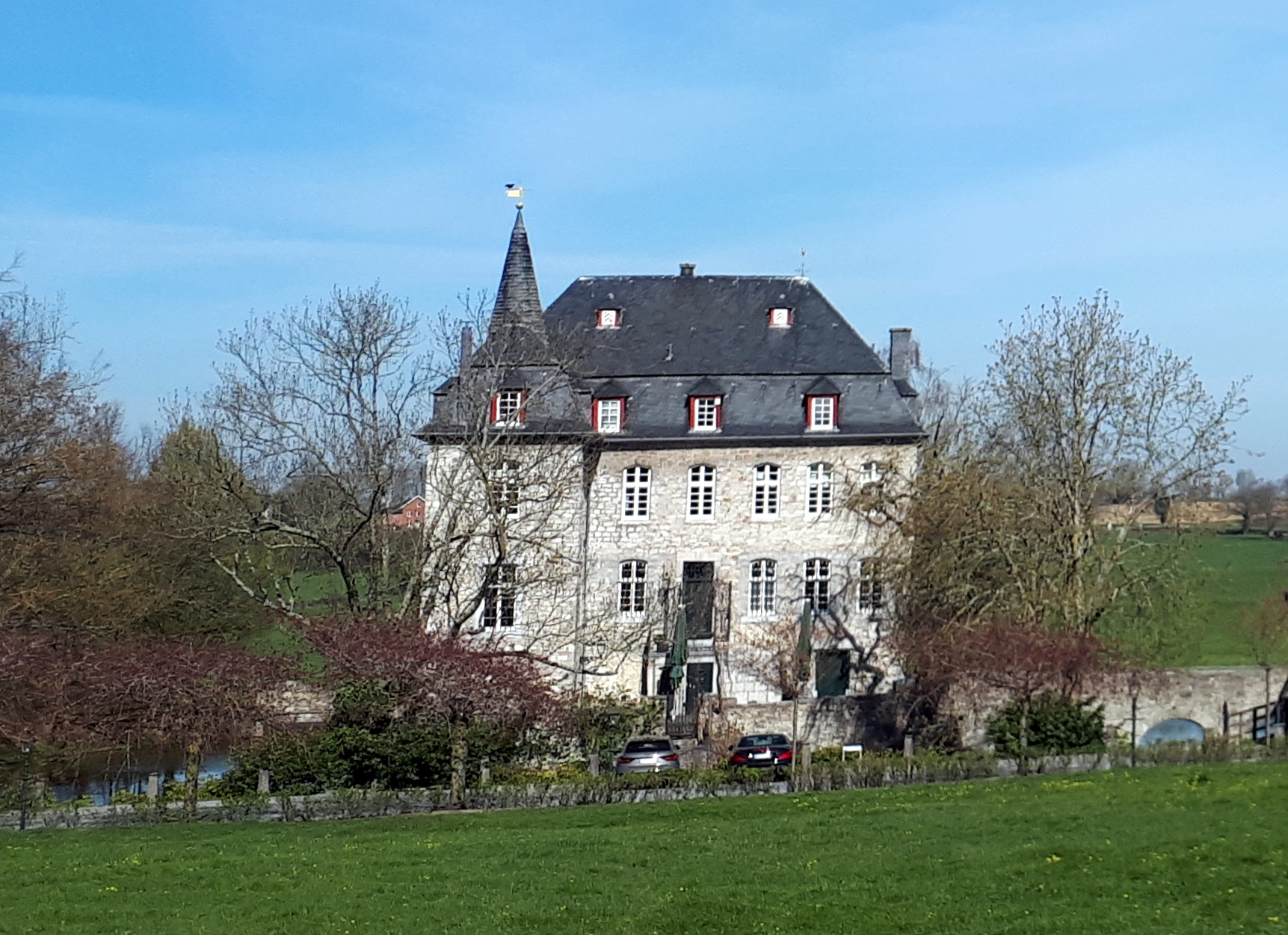
Schloss Libermé – Hauptgebäude

Schloss Libermé ist ein Wasserschloss in der belgischen Ortschaft Kettenis. Laut Volksmund entwickelte sich der Name aus dem lateinischen libera me, was befreie mich bedeutet.

## Geschichte

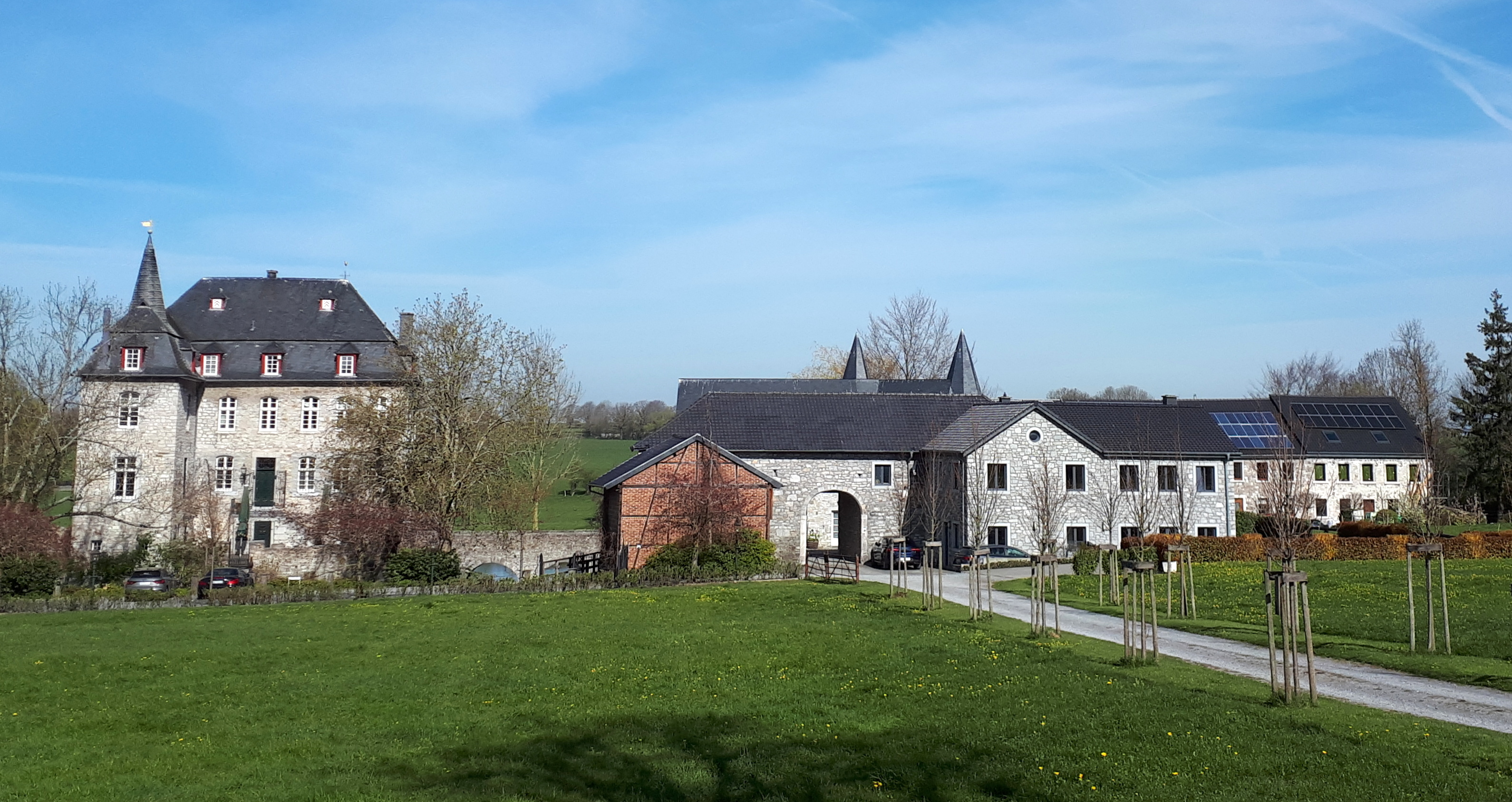
Schloss Libermé mit Wirtschaftsgebäuden

Die älteste überlieferte Erwähnung des heutigen Schlosses, das damals Lehensgut des Aachener Marienstifts war, stammt aus dem Jahr 1334. 1346 befand sich die damalige Burg im Besitz des Arnold von Libermé, dessen Familie ihren Namen nach dem Schloss erhielt, und bis zur Mitte des 15. Jahrhunderts dort gelebt hat. Später folgten wechselnde Besitzer, darunter die Familie des Aachener Bürgermeisters Johann Bertolf von Belven, der auch das benachbarte Waldenburghaus erwarb, sowie der Familie Hoesch.
Ein Neubau mit Vorburg und Bauernhof wurde ab 1534 von Hermann von Batenburg errichtet, der 1531 als Besitzer genannt wurde und in dessen Familie das Schloss bis 1589 verblieb. 1684 wurde das Hauptgebäude von französischen Truppen niedergebrannt und anschließend von der neuen Eigentümerfamilie de Halley wieder aufgebaut. Eine erneute Zerstörung fand durch einen Brand im Jahr 1750 statt und diesmal waren es die Brüder Maximilian Thomas de Royer (1706–1790) und Jacobus Alexander Joseph de Royer (1714–1783) die das Schloss wieder aufbauen mussten und dabei die Zugbrücke durch eine feste Steinbrücke ersetzten. Bis 1811 verblieb Libermé im Besitz der Familie de Royer, bevor es der Bürgermeister von Kettenis und Besitzer von Schloss Weims, Piere André Guillaume Joseph Poswick (1769–1851), übernahm, der das Anwesen bereits 1823 seinem Amtsnachfolger Wilhelm Heinrich Franz The Losen (1782–1832) übertrug. Letzterer vermachte es 1880 seiner Tochter, die mit dem Justizrat Franz-Audomar Broich verheiratet war.
Eine vollständige Renovierung der Anlage mit Aufstockung und Dachneubau fand gegen Ende der 1910er Jahre statt, nachdem Libermé 1918 in den Besitz von Anna Maria Theresia Suermondt (1864–1934), geborene Englerth, gelangt war, der Witwe von Emil Karl Suermondt (1847–1915), einem Neffen des deutsch-belgischen Unternehmers Barthold Suermondt. Nachdem ihr Sohn. der Kunsthistoriker und Kunstsammler Edwin Suermondt, früh und noch vor der Mutter verstorben war, übernahmen ihre Enkelkinder Mechtild und Egbert Suermondt aus Düsseldorf das Anwesen und behielten es bis 1944. In den 1960er Jahren wurde Schloss Libermé renoviert und im Hauptgebäude ein Restaurant eingerichtet, bevor es 1995/1996 nach einem Besitzerwechsel erneut vollsaniert wurde. Seitdem dient es als Sitz eines Steuerberatungsunternehmens, eines Institutes für internationales Steuerrecht sowie für Kammermusikkonzerte.
Die Fassaden und das Dach des Schlosses sind 1958 per königlichem Erlass unter Denkmalschutz gestellt worden; 1985 folgte die Torburg.

## Baubeschreibung

### Schlossgebäude

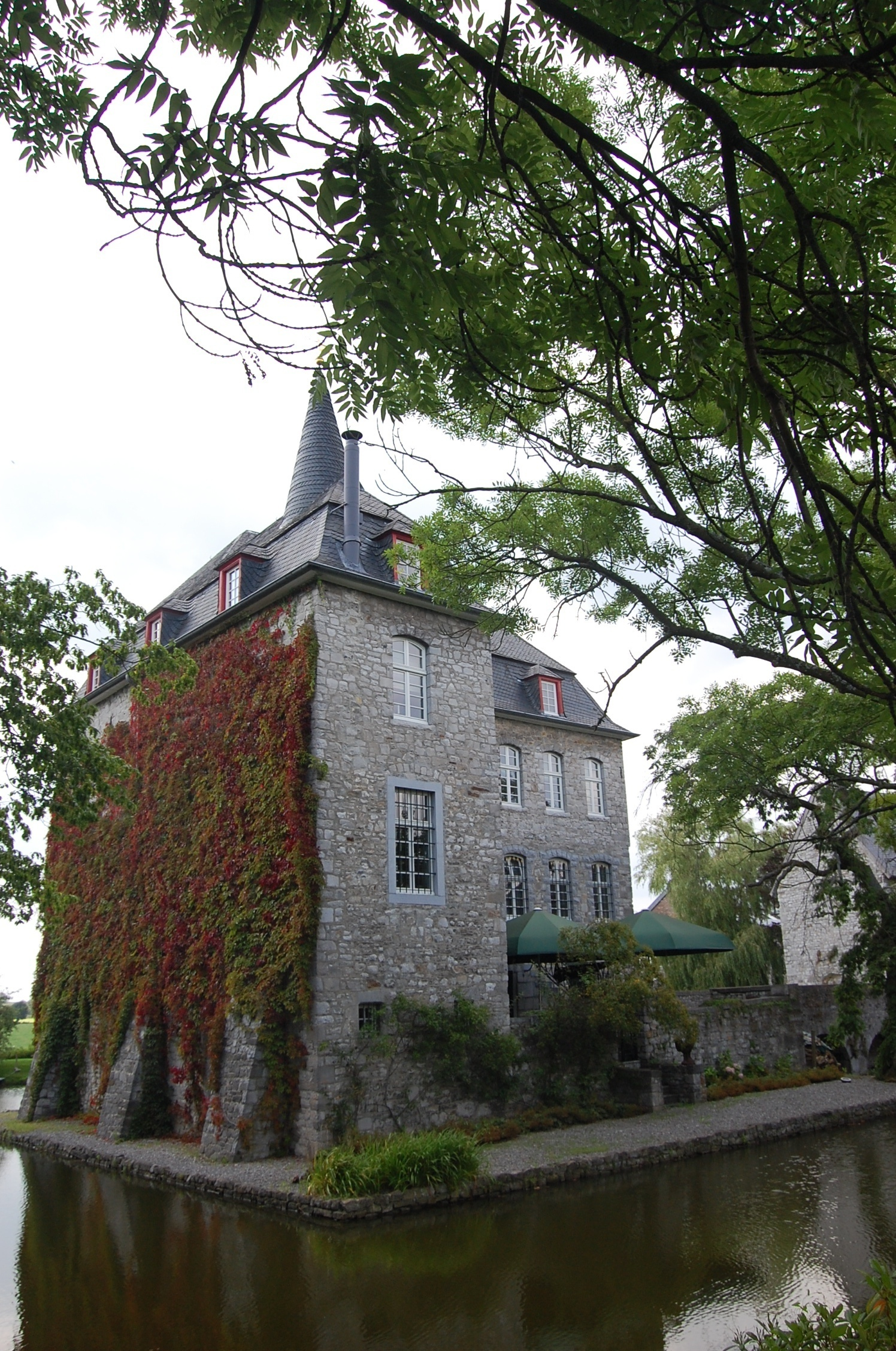
Südwestansicht

Das Schlossgebäude ist entsprechend einem L-förmigen Grundriss angelegt und besteht aus dem eigentlichen zweigeschossigen, sechsachsigen und rechteckigen Herrenhaus, wobei die westlich gelegene sechste Achse nach mehreren Umbaumaßnahmen mit dem ehemals niedrigeren und kurzen südwestlichen Seitenflügel baulich und höhenmäßig verschmolzen ist. Die beiden Gebäudeteile ruhen auf einem kompakten Erdgeschoss, welches von der Tiefe her eher als ein Kellergeschoss anzusehen ist. Der Gebäudekomplex ist mit einem zusammenhängenden und im Jahr 1910 aufgestockten und  ausgebauten Mansarddach versehen, wobei der Vorsprung des Südwestflügels noch mit einem Kegeldach und aufgesetzter Wetterfahne geschmückt wurde. Der kielbogenartige Kellerzugang zum Seitenflügel ist aus dem 16. Jahrhundert und im Sturz der Kellertür am Hauptgebäude befindet sich der wiederverwendete Stein mit den Wappen der ehemaligen Eigentümerfamilien Batenburg, Straet und Libermé. Der Zugang zur Beletage im ersten Geschoss wird mittels einer seitlich an dem Hauptgebäude angebauten steinernen Treppe erreicht. Die Beletage und das Obergeschoss sind mit Quersprossenfenster ausgestattet, wogegen im Kellergeschoss und im Mansarddach kleine quadratische Fenster eingebaut sind, letztere mit kleinen Fenstergiebeln. Die mit drei Strebepfeilern gestützte und mit Efeu bewachsene Südwestfassade kommt vollends ohne Fenster aus. Das Gebäude besteht mehrheitlich aus Bruchsteinmauerwerk und auf dem rückseitigen Obergeschoss des Haupthauses aus Fachwerkbauweise, welche bei der letzten Restaurierung 1918 teilweise durch zementiertes Mauerwerk ersetzt wurde.
Das Schloss ist mit einem durchgehenden Wassergraben umgeben, welcher vom Vorhof aus mit einer 1756 errichteten dreibogigen steinernen Brücke überzogen ist, an deren Stelle zuvor seit frühester Zeit eine Zugbrücke existierte. Diese Brücke ist die einzige Verbindung zur Vorburg, von wo aus der Zugang zur heutigen Straße von Aachen nach Eupen besteht.

### Vorburg

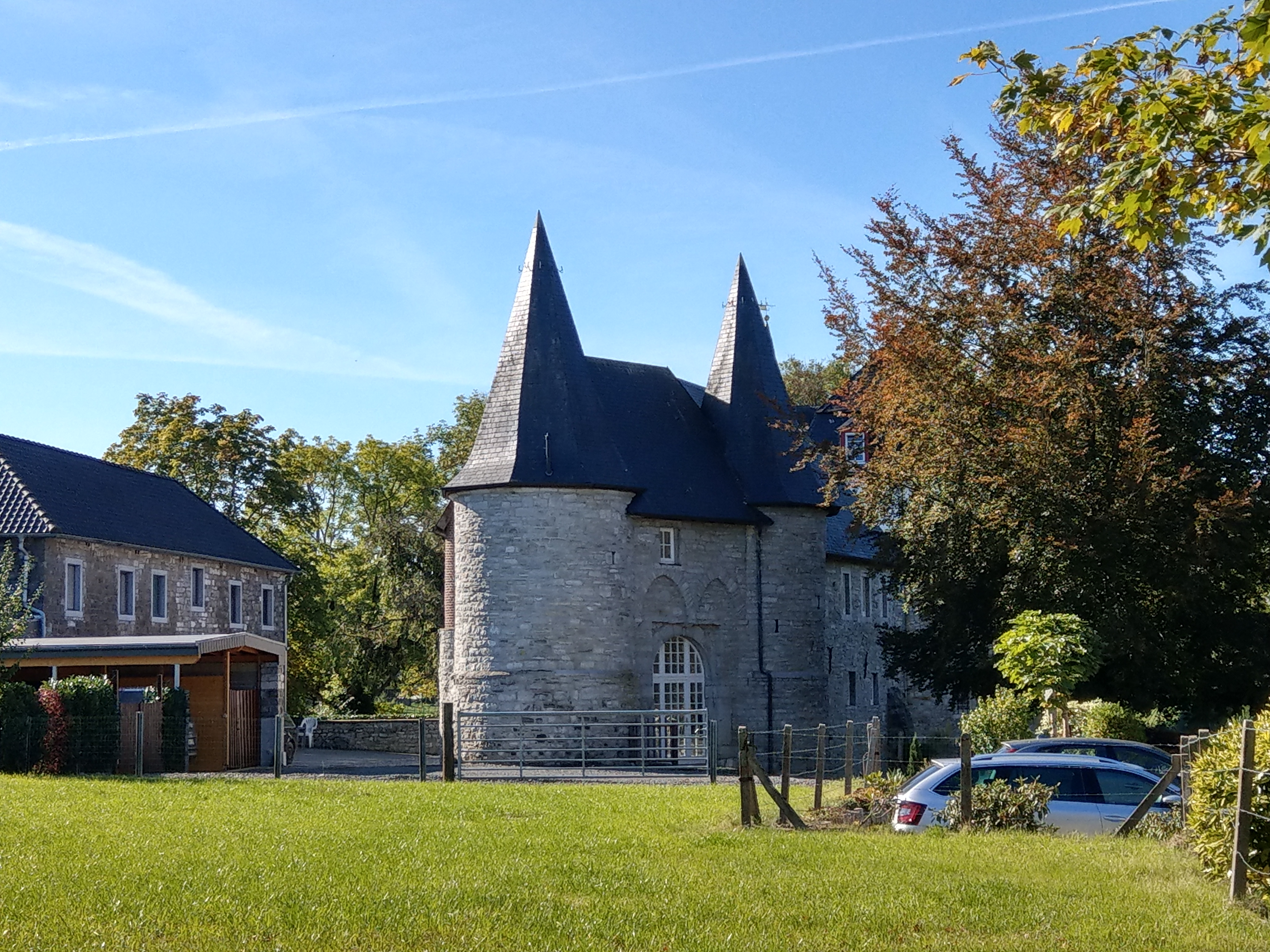
Torburg Schloss Libermé – Eingangsbereich
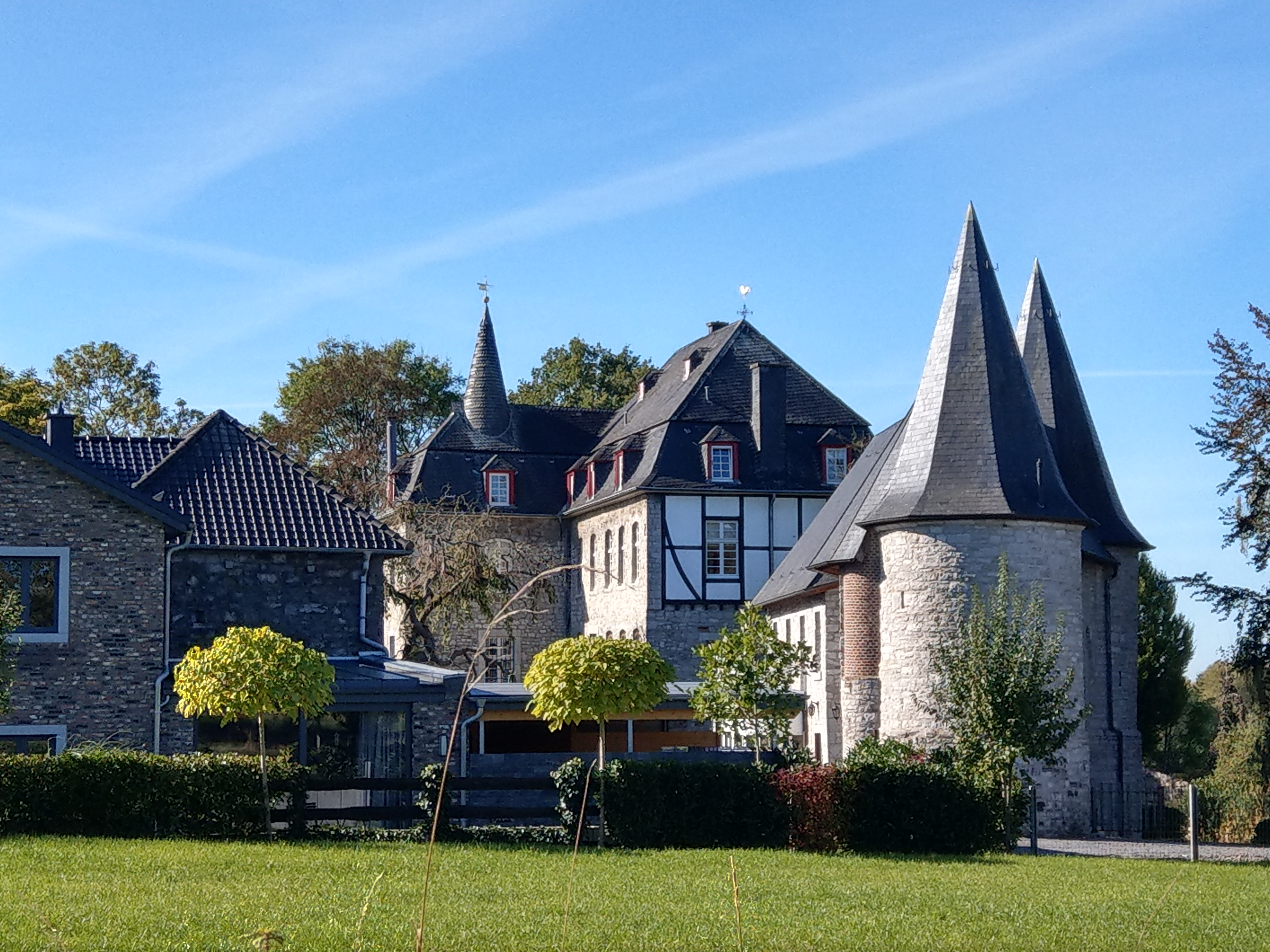
Torburg Schloss Libermé – Eingangsbereich

Der Vorburgkomplex besteht aus der zum Schloss selbst gehörenden Torburg und zwei ehemaligen Bauerngehöften mit Scheunen und Stallungen. Die aus dem Jahr 1534 stammende Torburg ist gekennzeichnet durch zwei schwere runde und im unteren Bereich aufgedickte Ecktürme, die die ehemalige Tordurchfahrt einrahmen. Die Türme sind bedeckt mit hohen achtseitigen Schieferdächern, die in das Satteldach des Eingangsbereiches übergehen. Auf den seitlichen Wölbsteinen der Türme finden sich wiederum die Wappen der Familie Batenburg und Straet. In dem heute zweigeschossigen und zu einem Wohnbereich umgestalteten Bereich zwischen den Türmen sind im Erdgeschossbereich straßenseitig die Struktur des ehemaligen Rundbogenportals mit zwei spitzbogigen Arkaden und die rechteckige Rahmung für eine Zugbrücke zu erkennen. Davor befinden sich zwei massive Blausteinquader, welche diese Brücke stützten. Daraus lässt sich schließen, dass auch die Torburg in früherer Zeit mit einem Wassergraben umgeben gewesen sein muss. Oberhalb des kleinen rechteckigen Fensters im Obergeschoss ist ein Sturzstein mit Verzierungen eingelassen, auf den mit einer gotischen Inschrift die Namen der Erbauer Straet und Batenburg sowie die Jahreszahl 1534 eingemeißelt sind.
Dem zwischen den Türmen befindlichen Wohnbereich schließt sich rückseitig mit einem leichten Knick ein insgesamt fünfachsiges Gebäude mit Satteldach an, wobei die erste Achse die Rückseite des Durchganges der Torburg bildet, verlängert durch den angebauten vierachsigen Teil, welcher laut integriertem Ankereisen aus dem Jahr 1835 stammt. Rückseitig des Anbaues befindet sich mittig über zwei Achsen ein gläserner Wintergarten und die Fenster sind mit Sohlbänken aus Blaustein ausgestattet. Nördlich dieses Gebäudekomplexes steht ein weiteres zweigeschossiges und zweigeteiltes, ebenfalls zu Wohnzwecken umgebautes ehemaliges Stallgebäude aus Bruchsteinwerk mit Satteldach. Es ist durch einen torähnlichen Eingang mit Mittelpfeiler und strahlenförmigen Sprossen in einen vierachsigen Osttrakt und einen zweiachsigen Westtrakt unterteilt, letzterer mit oben liegendem Wintergarten. Sämtliche Fenster beider Gebäudetrakte sind mit Blausteinumrandungen versehen. Zwischen diesen beiden Gebäudekomplexen befinden sich darüber hinaus noch einige Wirtschaftsgebäude und Stallungen.